# پروتئین‌های متصل‌شونده به پنی‌سیلین

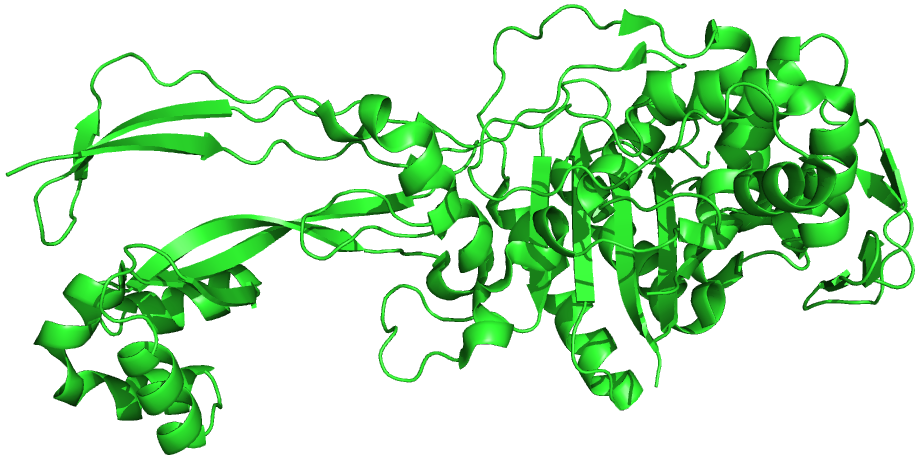
شکل روبانی ساختار اتمی پروتئین متصل‌شونده به پنی‌سیلین ۳ در سودوموناس آئروژینوزا

پروتئین‌های متصل‌شونده به پنی‌سیلین (به انگلیسی: Penicillin-binding proteins) یا به‌طور خلاصه «PBPها» گروهی از پروتئین‌ها هستند که دارای میل اتصال به پنی‌سیلین هستند. آن‌ها یک ترکیب طبیعی در بسیاری از باکتری‌ها هستند. این نام صرفاً نشان‌دهندهٔ روشی است که توسط آن پروتئین کشف شد. تمام آنتی‌بیوتیک‌های بتا-لاکتام (به استثنای تابتوکینین بتا لاکتام که گلوتامین سنتتاز را مهار می‌کند) به این پروتئین‌ها متصل می‌شوند، که برای سنتز دیوارهٔ سلولی باکتریایی ضروری هستند. این پروتئین‌ها عضو یک زیرگروه از آنزیم‌ها به نام ترنسپپتیدازها به‌ویژه دی‌دی ترنسپپتیدازها هستند.

## تنوع
معمولاً در هر جاندار تعداد زیادی پروتئین متصل‌شونده به پنی‌سیلین وجود دارد، که آن‌ها هم به صورت غشایی و هم سیتوپلاسمی یافت می‌شوند. به عنوان مثال، اسپرات در سال ۱۹۷۷ گزارش می‌دهد که شش PBP مختلف به طور معمول در همه گونه‌های اشریشیا کلی در وزن مولکولی بین ۴۰٬۰۰۰ تا ۹۱٬۰۰۰ تشخیص داده می‌شوند. در سلول PBPهای مختلفی در تعداد متفاوت و با میل‌های ترکیبی متنوعی با پنی‌سیلین وجود دارند. PBPها معمولاً به دو دسته با وزن مولکولی زیاد (HMW) و وزن مولکولی کم (LMW) طبقه‌بندی می‌شوند. پروتئین‌هایی که از PBPها تکامل یافته‌اند در بسیاری از جانداران پیشرفته‌تر وجود دارند و شامل پروتئین شبه سرین بتا-لاکتاماز (LACTB) پستانداران هستند.

## عملکرد
همهٔ PBPها در مراحل پایانی سنتز پپتیدوگلیکان، که جزء اصلی دیواره‌های سلول باکتریایی است، نقش دارند. سنتز دیوارهٔ سلولی باکتریایی برای رشد، تقسیم سلولی (در نتیجه تولید مثل) و حفظ ساختار سلولی در باکتری‌ها ضروری است. مهار PBPها منجر به نقص در ساخت دیوارهٔ سلولی و بی نظمی در شکل سلولی، مثلاً رشته‌ای شدن، اشکال چندمولکولی کاذب، ضایعات منجر به تشکیل اسفروپلاست و در نهایت مرگ سلول و کافت می‌شود.
نشان داده شده‌است PBPها کاتالیزگر تعدادی از واکنش‌های موجود در روند ساخت پپتیدوگلیکان دارای پیوند عرضی از واسطه‌های چربی و همچنین واسطهٔ حذف دی‌آلانین از پپتیدوگلیکان پیشرو است. آنزیم‌های خالص، واکنش‌های زیر را کاتالیز می‌کنند: دی‌آلانین کربوکسی‌پپتیداز، پپتیدوگلیکان ترنسپپتیداز و پپتیدوگلیکان اندوپپتیداز. مشخص شده‌است که در تمام باکتری‌های مورد مطالعه، آنزیم‌ها بیش از یکی از واکنش‌های فوق را کاتالیز می‌کنند. این آنزیم دارای یک دامنهٔ N ترمینال ترنسگلیکوزیلاز حساس به پنی‌سیلین (درگیر در تشکیل رشته‌های گلیکان خطی) و یک دامنه C ترمینال ترنسپپتیداز حساس به پنی‌سیلین (در پیوند عرضی با زیرواحدهای پپتید) است و از سرین در جایگاه فعال در کلیهٔ اعضای خانوادهٔ PBP محافظت می‌شود.

## آنتی‌بیوتیک‌ها
PBPها به آنتی‌بیوتیک‌های بتا-لاکتام متصل می‌شوند زیرا آن‌ها در ساختار شیمیایی با قطعات سازندهٔ پپتیدوگلیکان مشابه هستند. هنگامی که آن‌ها به پنی‌سیلین متصل می‌شوند، پیوند آمید β- لاکتام از بین می‌رود تا یک پیوند کووالانسی در جایگاه فعال PBP با باقی‌ماندهٔ سرین کاتالیزگر ایجاد کند. این یک واکنش برگشت‌ناپذیر است و آنزیم را غیرفعال می‌کند.
به دلیل نقش PBPها در آنتی‌بیوتیک‌ها و مقاومت آنتی‌بیوتیکی، تحقیقات زیادی در مورد آن‌ها انجام شده‌است. سنتز دیوارهٔ سلولی باکتریایی و نقش PBP در آن برای داروهای مسمومیت انتخابی بسیار مناسب است زیرا مسیرهای متابولیکی و آنزیم‌ها برای هر باکتری منحصر به فرد است. مقاومت در برابر آنتی‌بیوتیک‌ها از طریق تولید بیش از حد PBPها و تشکیل PBPهایی که میل ترکیبی کمتری به پنی‌سیلین‌ها دارند و همچنین مکانیسم‌های دیگر مانند تولید لاکتاماز به وجود آمده‌است. این آزمایش‌ها با اضافه کردن اسیدهای آمینه مختلف به پروتئین، ساختار PBP را تغییر می‌دهند و این امکان را فراهم می‌کند تا کشف جدیدی از نحوهٔ تعامل دارو با پروتئین انجام شود. تحقیقات در مورد PBPها منجر به کشف بتالاکتام‌های نیمه‌مصنوعی جدید شده‌است که در آن تغییر زنجیره‌های جانبی روی مولکول اصلی پنی‌سیلین باعث افزایش میل ترکیبی PBPها به پنی‌سیلین و در نتیجه افزایش اثربخشی در باکتری‌ها با ایجاد مقاومت می‌شود.
حضور پروتئین متصل‌شونده به پنی‌سیلین ۲،  (PBP2A) باعث ایجاد مقاومت آنتی‌بیوتیکی در استافیلوکوکوس اورئوس مقاوم به متی‌سیلین می‌شود.
حلقهٔ بتا-لاکتام در همهٔ آنتی‌بیوتیک‌های بتا-لاکتام وجود دارد.